# 장피에르 슈벤망

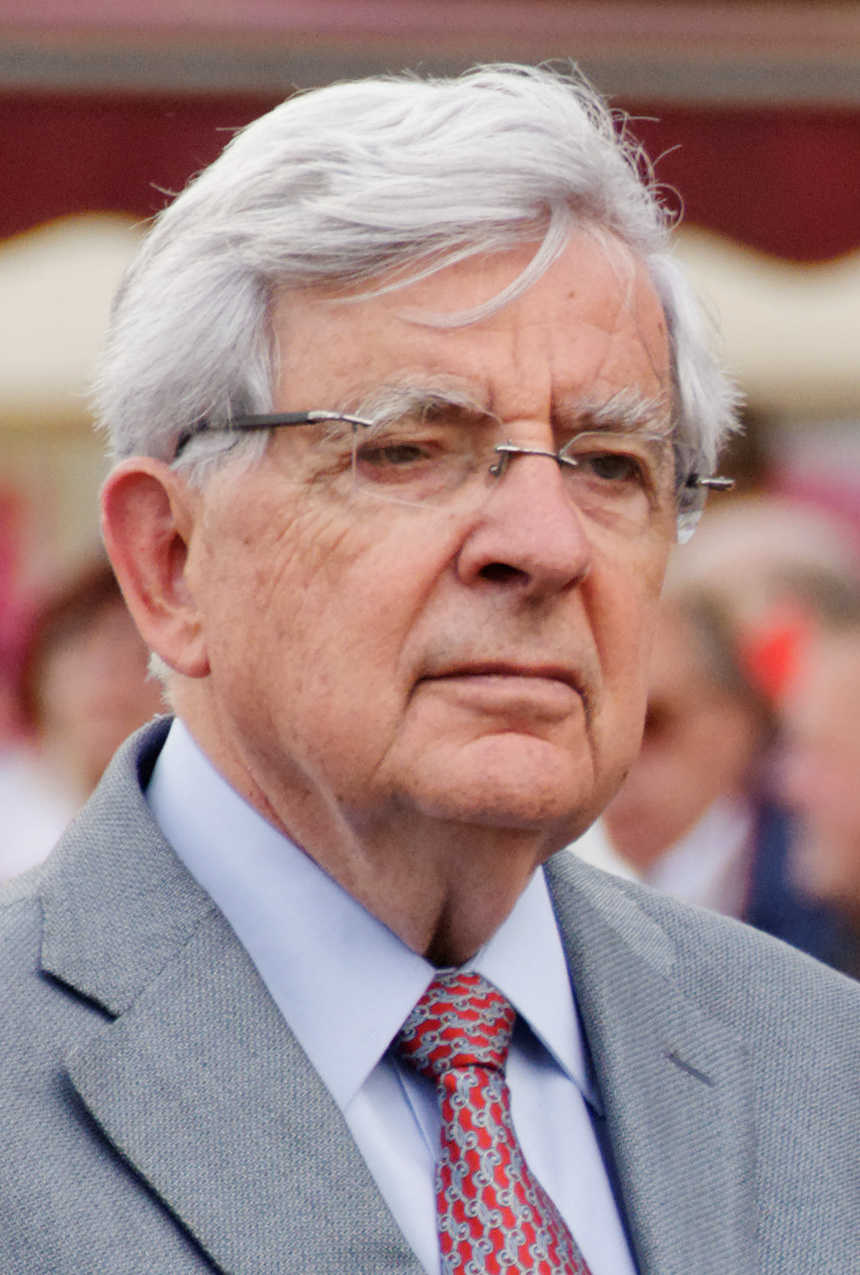
장피에르 슈벤망

장피에르 슈벤망 (Jean-Pierre Chevènement, 프랑스어: [ʒɑ̃ pjɛʁ ʃəvɛnmɑ̃] ; 1939년 3월 9일 ~ )은 1980년대와 1990년대에 장관을 지낸 프랑스 정치인으로, 2002년 프랑스 대통령 선거 후보였다. 벨포르  시장으로 재직한 후, 2008년, 테리투아르 드 벨포르의 상원의원으로 선출되었다. 슈베느망은 사회당의 공동 창립자이자 공화국 시민 운동 (MRC)의 창립자로, 프랑스 좌익 진영에서 중요한 위치를 차지하고 있는 인물이다.
| 전임 알랭 사바리 | 교육부 장관 1984년 ~ 1986년 | 후임 르네 모노리 |

| 전임 앙드레 지로 | 국방부 장관 1988년 ~ 1991년 | 후임 피에르 족스 |

| 전임 장루이 드브레 | 내무부 장관 1997년 ~ 2000년 | 후임 다니엘 바이양 |